# Metilfenobarbital
Metilfenobarbitalul (denumit și mefobarbital sau mefobarbitonă) este un derivat barbituric, fiind utilizat ca sedativ-hipnotic și antiepileptic. Calea de administrare disponibilă este cea orală.

## Farmacologie
Ca toate barbituricele, butobarbitalul acționează ca modulator alosteric pozitiv al receptorului de tip A pentru acidul gama-aminobutiric (R GABAA), reducând excitabilitatea neuronilor.